# 헬리콥터 머니

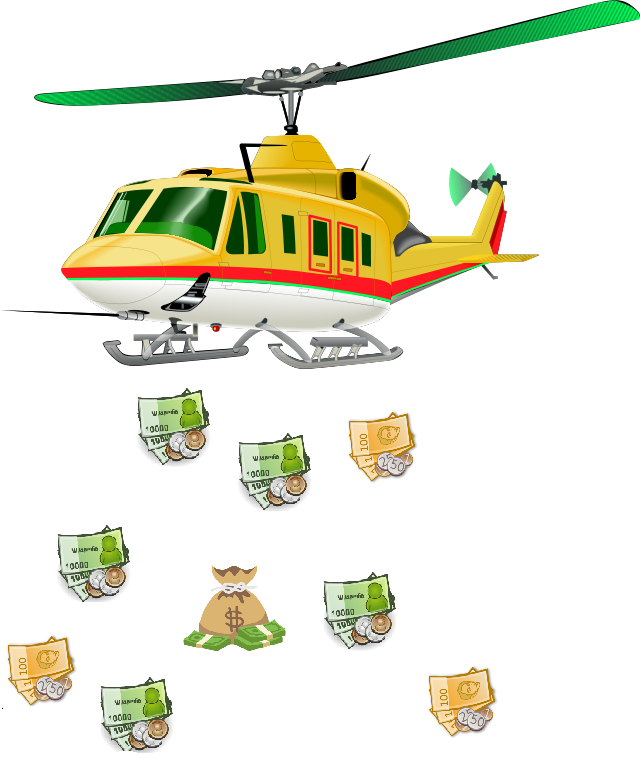

헬리콥터 머니(영어: helicopter money)는 중앙은행이 채권 유통시장 및 발행 시장에서 국채를 매입하고 화폐를 공급하는 양적 완화와 달리 중앙은행의 발권력을 통해 직접 가계와 정부에 현금을 주입하는 정책 또는 중앙은행이 소비 진작을 위해 대량으로 시중에 푸는 자금을 의미한다. 국채 발행이 필요 없으므로 시장에 정부의 부채 증가 없이 정부 지출을 늘리는 효과가 있다. 현재까지 헬리콥터 머니 정책이 사용된 적은 없으며 무제한 통화 공급 시 시장을 교란시키고 하이퍼 인플레이션을 발생시킬 수 있다는 우려가 있다. 금리인하의 전통적 통화정책과 양적완화 효과가 미미해 헬리콥터 머니로 경기를 부양할 수 있다는 주장도 있다.

## 같이 보기
- 통화 정책
- 기본 소득